# 九江镇 (佛山市)
九江镇是广东省佛山市南海区下辖的一个镇。现九江镇于2005年1月10日由原九江镇、沙头镇合并而成；面积94.75平方公里，戶籍人口约10万人，外来人口约6万多人；设5个社区居委会，23个行政村。2019年中国百强乡镇第28名。

## 名字来历
镇内河涌密布，共有九条河涌通向西江。

### 美譽
- 九江是一个具有800多年历史的古商埠，历史上商贸之风鼎盛，素有「小广州」的美誉。
- 镇内各村共有100多条传统龙舟，镇、村每年都举办多场龙舟赛，而且龙狮文化别具特色，群众基础深厚，有「中国龙狮运动名镇」、「中国龙舟之乡」之名。
- 氣候溫和，雨量充足，四季如春，河流交錯，是最適合四大家魚養殖的地方，被视為「魚米之鄉」。

## 历史
宋代末年，关氏兄弟携父母骨殖从韶关南雄珠玑巷南迁时，乘竹筏南行至九江沙口，筏破登岸，登陆处留有“破排角”碑记。
1785年（清乾隆五十年），设主簿置九江厅，当时九江厅主簿管辖九江堡（九江东方、九江南方、九江西方、九江北方）、大桐堡、沙头堡、河清堡、镇涌堡、镇涌西岸。
1925年，民国政府正式成立九江市，李卓峰被委任命为九江市政筹备专员。
1936年下半年，南海县撤消九江市，改设九江特别区。
1994年2月，西樵山旅游度假区人民政府成立，九江镇的朝山、七星、大同、显岗、西岸等5个管理区以及沙头镇的山根管理区都划入了西樵旅游度假区管辖。
2005年，南海区撤销沙头镇，将其行政区域并入九江镇。
2007年九江大桥垮塌事故。

## 文化

### 龙舟
南海远航九江龙舟队多次扬威香江。九江沙头女子龙舟队作为广东唯一的女子队参加在江苏省常州市举行的“2004年中华龙城常州全国龙舟精英赛”和在江苏省常熟市沙家浜举行的“2004年全国龙舟精英赛”，一举夺得五项冠军的佳绩；九江男子龙舟队更是连续多年在国际、国内重大赛场中折桂，成为远近闻名、声振海内外的“过江龙”。在今年6月中下旬举办的香港国际龙舟邀请赛暨第二届（ＣＥＰＡ）龙舟精英赛中，南海远航九江龙舟队再次扬威香江，连续夺得第二届ＣＥＰＡ龙舟精英赛冠军，以及2005国际龙舟邀请赛男子组金牌。由于成绩突出，2004年被评为全国亿万农民健身活动先进镇。

### 鱼生
详情参见生鱼片#佛山九江魚生

### 特產
- 遠航九江雙蒸酒
- 九江煎堆
- 九江醉翁雞

## 教育
- 高中：九江中学，九江中学分校（原曾秩和纪念高级中学）
- 初中：曾秩和纪念初级中学（九江镇中学），儒林中学
- 小学：大谷小学，下东小学，上东小学，南方小学，中心小學，儒林一小……

## 行政村
九江镇下辖以下地区：
江滨社区、太平社区、儒林社区、沙口社区、万安社区、水南社区、下西社区、南方社区、西桥社区、朗星社区、沙咀社区、敦根社区、梅圳社区、大谷社区、河清社区、新龙村、下北村、上西村、海寿村、上东村、下东村、烟南村、璜矶村、镇南村、石江村、北村、南金村、英明村、物流产业园九江片A区社区、物流产业园九江片C区社区、物流产业园沙头片A区社区和物流产业园沙头片B区社区。

## 交通
镇内水陆交通便利，有 325国道、 佛开高速公路、龙高公路、九樵公路。著名的交通要道九江大桥连接九江与鹤山市。

## 企业

### 商營
- 广东省九江酒厂有限公司，其中的产品“九江双蒸”远销国内外。
- 粤海汽车有限公司
- 镇幸运塑胶厂
- 镇中亞紙品包裝厂
- 嘉乐仕塑料厂
- 镇富氏摩托车用品厂
- 联发五金制罐有限公司
- 永成皮革制品有限公司
- 日明電器有限公司

### 公營
- 九江電視

本鎮擁有一家電子傳媒，名為九江廣播電視，是佛山電視台的子公司，每天為鎮內居民提供新聞報道。九江廣播電視並非正式的電視台，他沒有自己的頻道，只利用無綫電視翡翠台作為廣播平台，於每晚的七時及翌日的中午十二時播出新聞，及在黃金時間插播廣告, 該行為已於2020年1月起暫停。

## 名人
- 香港第二及三届行政长官曾荫权[3]
- 朱九江 （康有為的老師）[4]
- 越南華人僑領李卓峰
- 鄧肇堅爵士，CBE，KStJ，JP（Sir Shiu-kin Tang），香港企業家及慈善家
- 旅美華人僑領冯夏威
- 香港導演關錦鵬
- 香港藝人張達明
- 香港藝人關海山
- 香港藝人關心妍